# (3624) Mironov
(3624) Mironov (1982 TH2) – planetoida z pasa głównego asteroid okrążająca Słońce w ciągu 3,63 lat w średniej odległości 2,36 au Odkryła ją Ludmiła Żurawlowa 14 października 1982 roku.